# Cecylia Piaskowska

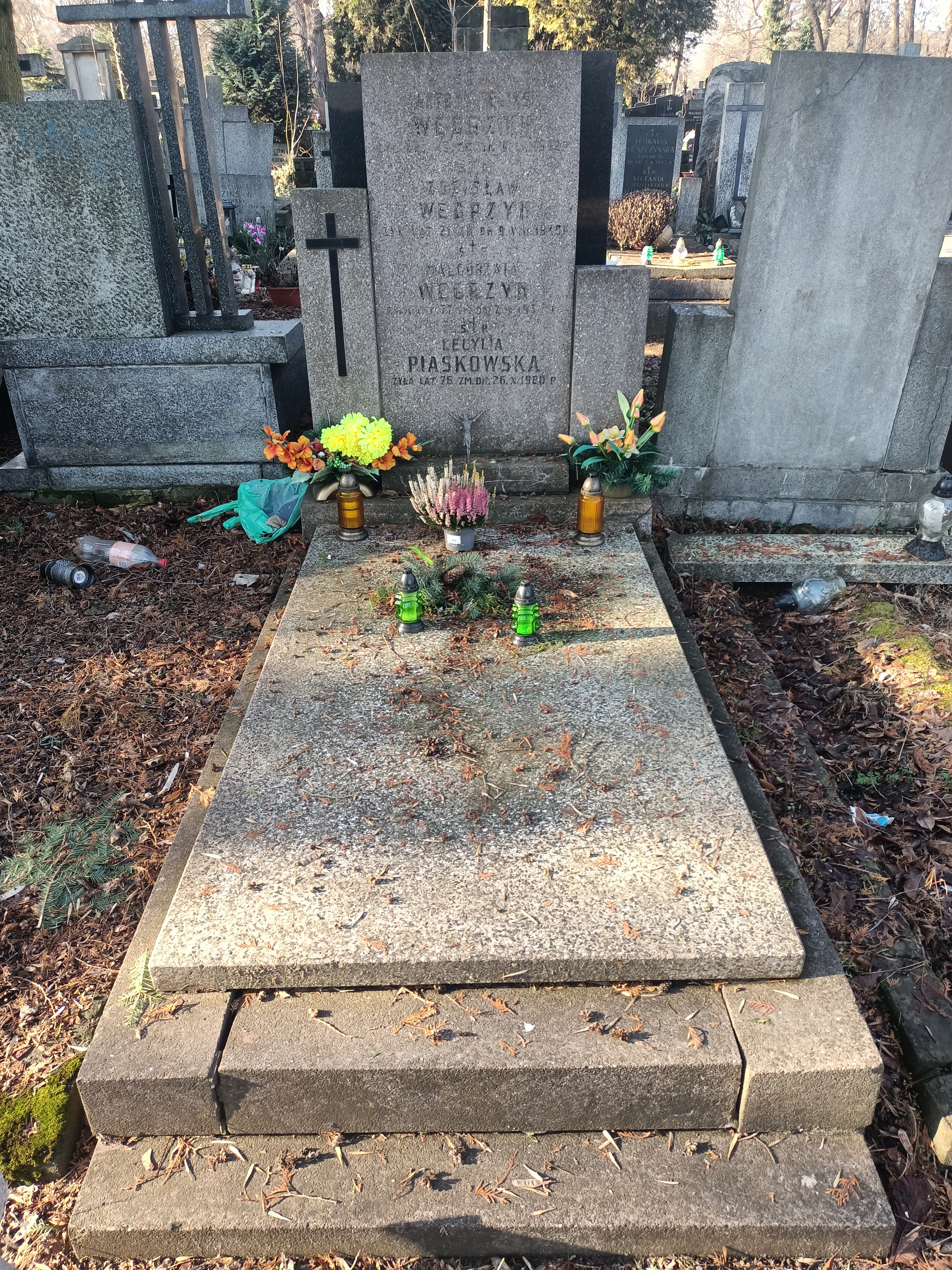
Grób Cecylii Piaskowskiej na Cmentarzu Bródnowskim w Warszawie

Cecylia Piaskowska (ur. 20 listopada 1904 w Warszawie, zm. 26 października 1980 tamże) – podporucznik Tajnej Organizacji Wojskowej, Armii Krajowej, działaczka podziemia antykomunistycznego, dama Krzyża Srebrnego Virtuti Militari.

## Życiorys
Córka Filipa (lub Feliksa) Węgrzyna i Małgorzaty z domu Kowalskiej. W 1940 r. wstąpiła do Tajnej Organizacji Wojskowej i przyjęła pseudonim „Teresa”. Pracowała przy sprawach związanych z sabotażem bakteriologicznym, po scaleniu TOW z Armią Krajową, pełniła funkcję łączniczki w grupie dywersyjnej „Anatol” Kedywu KG AK.
W powstaniu warszawskim walczyła w składzie Zgrupowania „Radosław”, gdzie pełniła funkcję łączniczki. Brała udział w walkach na Woli oraz Starym Mieście, gdzie została ranna. Po kapitulacji powstania znalazła się w niewoli niemieckiej, po rekonwalescencji została skierowana na roboty przymusowe w obozach Lerte, Lamsdorf i Flensburg. Z uwagi na stan zdrowia została zwolniona z niewoli w grudniu 1944 r. 
Wiosną 1945 podjęła działalność w podziemiu antykomunistycznym. Była łączniczką Jana Mazurkiewicza „Radosława”, następnie kierowniczką wewnętrznej
sieci łączności. Przechowywała socjalny fundusz Obszaru Centralnego Delegatura Sił Zbrojnych na Kraj oraz archiwum Zgrupowania „Radosław”. We wrześniu ujawniła się i pracowała w Komisji Likwidacyjnej AK w Warszawie oraz uczestniczyła w działalności środowisk kombatanckich. 
15 stycznia 1949 r. została aresztowana przez Ministerstwo Bezpieczeństwa Publicznego i oskarżona o nielegalną działalność. 31 października 1949 r. Wojskowy Sąd Rejonowy skazał ją na 10 lat więzienia. Karę odbywała w więzieniach w Fordonie oraz Wrocławiu. W listopadzie 1956 r. Sąd Wojewódzki dla m. st. Warszawy, po ponownym rozpatrzeniu jej sprawy, uniewinnił ją. 
Pobyt w więzieniu odbił się negatywnie na jej zdrowiu psychicznym, w latach 1964-1977 musiała przechodzić leczenie szpitalne. Następnie mieszkała w Warszawie, działała w Związku Bojowników o Wolność i Demokrację. Zmarła 26 października 1980 r. i została pochowana na cmentarzu na Bródnie (kwatera 6B-1-17).

## Odznaczenia i ordery
- Krzyż Srebrny Orderu Virtuti Militari nr 13015 (nadany rozkazem Dowódcy AK Nr 512/BP z 2 X 1944)
- Krzyż Walecznych